# تيد هارجريفز
تيد هارجريفز هو لاعب هوكي الجليد كندي، ولد في 4 نوفمبر 1943 في Foam Lake ‏ في كندا، وتوفي في 3 نوفمبر 2005.

## وصلات خارجية
- تيد هارجريفز على موقع EliteProspects.com (الإنجليزية)
- تيد هارجريفز على موقع HockeyDB.com (الإنجليزية)
- تيد هارجريفز على موقع أوليمبيديا (الإنجليزية)